# Markelo
Markelo település Hollandia Overijssel tartományban, Hof van Twente községben, körülbelül 20 km-re nyugatra Hengelótól és 20 km-re délnyugatra Almelótól, a német határhoz is közel. Lakosainak száma 7272 fő (2000).
A lakosság körülbelül 7.000 fő.
Markelo önálló község volt 1818 és 2001 között, aztóta Hof van Twente része.

## Háztartások száma
Markelo háztartásainak száma az elmúlt években az alábbi módon változott:

## Testvérvárosai
- Csurgó, Magyarország